# Clorinda Málaga de Prado

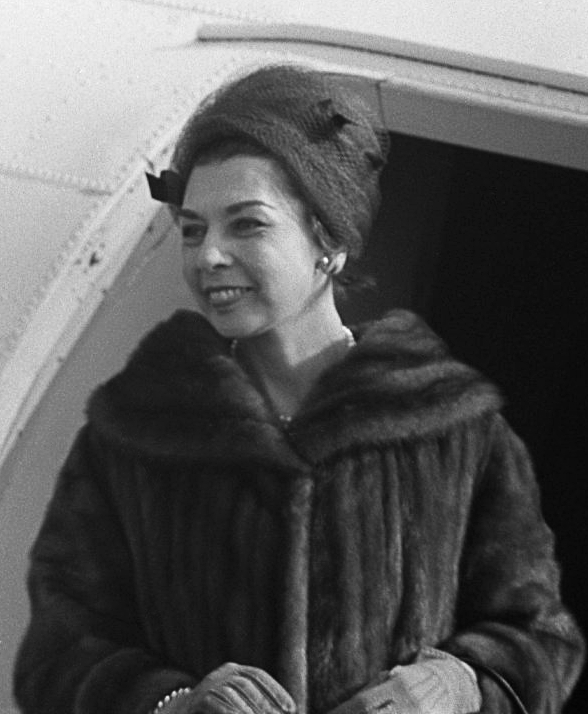
Clorinda Málaga de Prado beim Staatsbesuch in den Niederlanden (1960)

Clorinda Málaga de Prado (* 3. Juli 1905 in Lima; † 17. September 1993 in Lima; geboren als Clorinda Málaga Bravo) war als zweite Ehefrau des peruanischen Präsidenten Manuel Prado von 1958 bis 1962 First Lady der Republik Peru.

## Leben
Málaga stammte aus der peruanischen Hauptstadt Lima. Nach der Annullierung seiner ersten Ehe mit Enriqueta Garland heiratete sie 1958 den peruanischen Präsidenten Manuel Prado (1889–1967).

## Ehrungen
- 1960: Sonderstufe des Großkreuzes des Verdienstordens der Bundesrepublik Deutschland
- Großkreuz des Ordens El Sol del Perú